# Rhinophylla alethina
Rhinophylla alethina é uma espécie de morcego da família Phyllostomidae. Pode ser encontrada no Equador e na Colômbia, exclusivamente a oeste dos Andes.